# Jeppe Handwerk
Jeppe Handwerk (født juli 1969) er en dansk forretningsmand. Han ejer sammen med sin kone Birgitte Handwerk virksomheden Copenhagen Medical A/S. Deres virksomhed fik en stor rolle under COVID-19-pandemien, hvor den bl.a. stod for at teste borgere for smitte i hele Region Hovedstaden. Det indbragte den knap 2 mia. kr. fra staten, og i en periode i 2021 nåede virksomheden op på mere end 8.500 medarbejdere.
Handwerk har tidligere været frømand i Frømandskorpset. Her blev han ven med kronprins Frederik. Handwerk var således en af prins Christians otte faddere, da prinsen blev døbt i Christiansborg Slotskirke i januar 2006.